# Přední Zborovice
Přední Zborovice là một làng thuộc huyện Strakonice, vùng Jihočeský, Cộng hòa Séc.